# Thần thoại La Mã

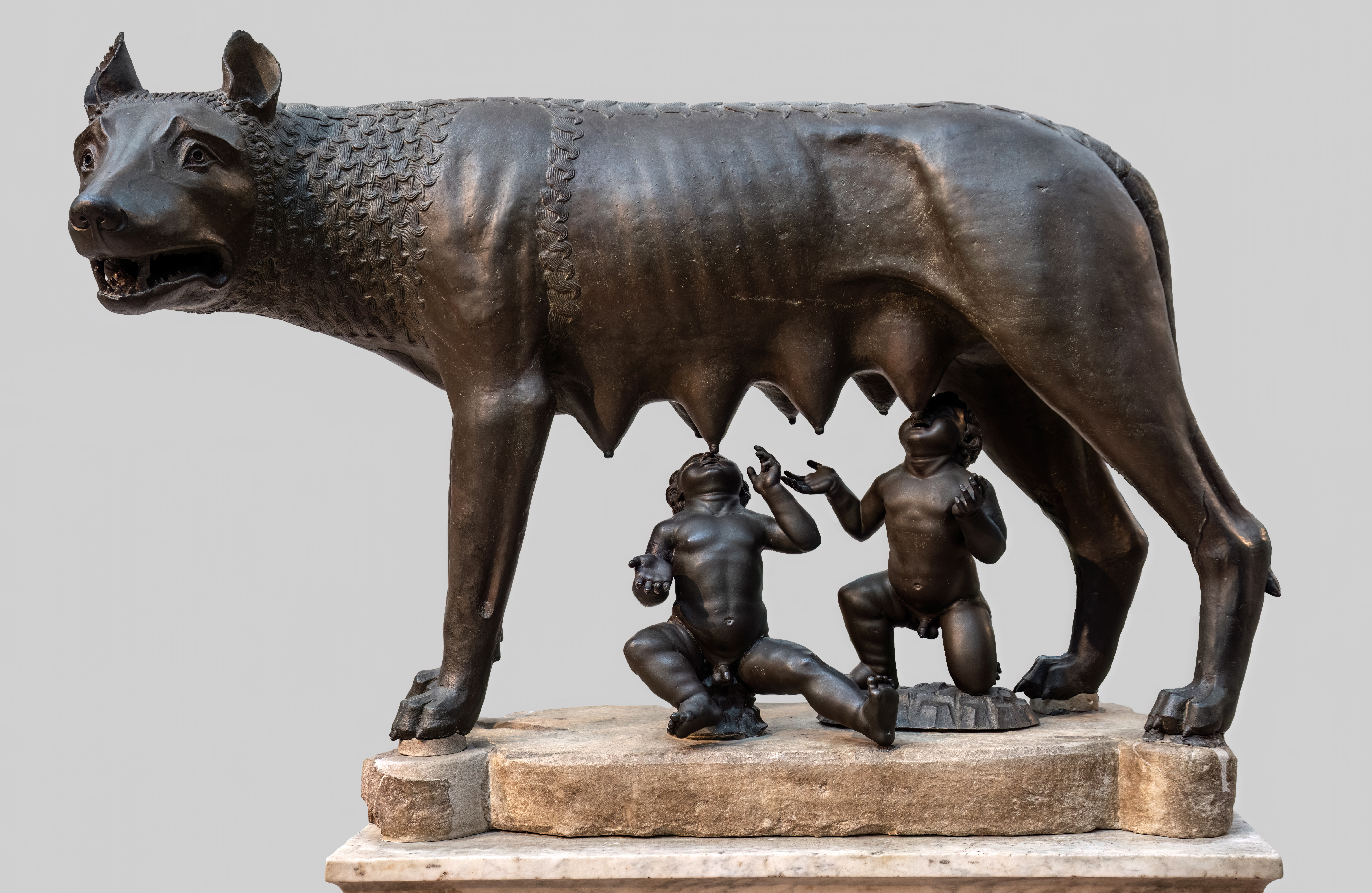
Thần thoại La Mã

Thần thoại La Mã là các đức tin của người La Mã cổ đại, chịu ảnh hưởng lớn của thần thoại Hy Lạp và các nền tôn giáo khác như Ai Cập, Ba Tư.

## Danh sách một số vị thần La Mã
| Tên        | Tương đương Hy Lạp | Ghi chú                                                                   |
| ---------- | ------------------ | ------------------------------------------------------------------------- |
| Apollo     | Apollo             | Thần ánh sáng và bảo trợ cho nghệ thuật, y học và tiên tri                |
| Aurora     | Eos                | Thần của bình minh                                                        |
| Caelus     | Ouranos            | Thần của bầu trời                                                         |
| Ceres      | Demeter            | Nữ thần nông nghiệp, hiện thân của sự màu mỡ, mùa màng                    |
| Cupid      | Eros               | Thần tình yêu                                                             |
| Faunus     | Pan                | Thần đồng quê và thiên nhiên                                              |
| Jupiter    | Zeus               | thần bầu trời, sấm sét, bão tố. Vua của đỉnh Olympus                      |
| Juno       | Hera               | thần hôn nhân. Nữ hoàng Olympus                                           |
| Bacchus    | Dionysus           | Thần rượu nho,vui chơi, giải trí, tiệc tùng                               |
| Luna       | Selene             | Nữ thần Mặt Trăng                                                         |
| Mars       | Ares               | Thần chiến tranh                                                          |
| Mercury    | Hermes             | Thần đưa tin và bảo hộ những người lữ hành (sứ giả của các vị thần)       |
| Mithras    |                    | Thần Mặt Trời. Một vị thần xuất xứ từ Ba Tư                               |
| Letus      | Thanatos           | Thần của sự chết                                                          |
| Neptune    | Poseidon           | Thần biển                                                                 |
| Pluto      | Hades              | Vua âm phủ, địa ngục                                                      |
| Proserpine | Persephone         | Nữ hoàng âm phủ                                                           |
| Roma       |                    | Nữ thần bảo hộ thành phố Roma, đại diện cho sự vĩ đại của Đế quốc La Mã   |
| Saturn     | Cronus             | Thần nông nghiệp                                                          |
| Sol        | Helios             | Thần Mặt Trời                                                             |
| Terra      | Gaia               | Mẹ đất                                                                    |
| Venus      | Aphrodite          | Nữ thần tình yêu và sắc đẹp (thần Vệ Nữ)                                  |
| Vesta      | Hestia             | Nữ thần bếp núc và gia đình                                               |
| Vulcan     | Hephaestus         | Thần lửa và thợ rèn                                                       |
| Bellona    |                    | Thần của chiến tranh chính nghĩa                                          |
| Minerva    | Athena             | Thần của thơ ca, y học, trí tuệ, thương mại, dệt, hàng thủ công, ảo thuật |
| Janus      |                    | Thần canh giữ các cổng thành                                              |
| Diana      | Artemis            | Nữ thần săn bắn, mặt trăng                                                |